# Rio Coasta lui Rus
O Rio Coasta lui Rus é um rio da Romênia, afluente do Jieţ, localizado no distrito de Hunedoara.